# Winton Airport
Winton Airport är en flygplats i Australien. Den ligger i regionen Winton och delstaten Queensland, omkring 1 200 kilometer nordväst om delstatshuvudstaden Brisbane.
Trakten runt Winton Airport är nära nog obefolkad, med mindre än två invånare per kvadratkilometer.. Närmaste större samhälle är Winton, nära Winton Airport.
Omgivningarna runt Winton Airport är i huvudsak ett öppet busklandskap. Genomsnittlig årsnederbörd är 373 millimeter. Den regnigaste månaden är februari, med i genomsnitt 122 mm nederbörd, och den torraste är augusti, med 5 mm nederbörd.